# 丸大サクラヰ薬局
株式会社丸大サクラヰ薬局（まるだいサクラヰやっきょく、英: Marudai Sakurai Pharmacy Limited.）は、青森県青森市に本部を置き、『ハッピー・ドラッグ』としてドラッグストアを展開している小売業者。ウエルシアホールディングスの子会社。

## 沿革
- 1972年10月 - 有限会社丸大サクラヰ薬局として設立。
- 1982年9月 - ハッピー・ドラッグ1号店として、油川店を開店（現存せず）。
- 1998年10月 - 株式会社丸大サクラヰ薬局に改組。
- 1999年5月 - ハッピー調剤薬局開局
- 2004年3月 - ドラッグ・オー開業
- 2017年9月 - ウエルシアホールディングスが買収[1]、イオングループ傘下のナショナルドラッグチェーンであるハピコム構成企業の一員となる。

## 店舗の展開
ハッピー・ドラッグ

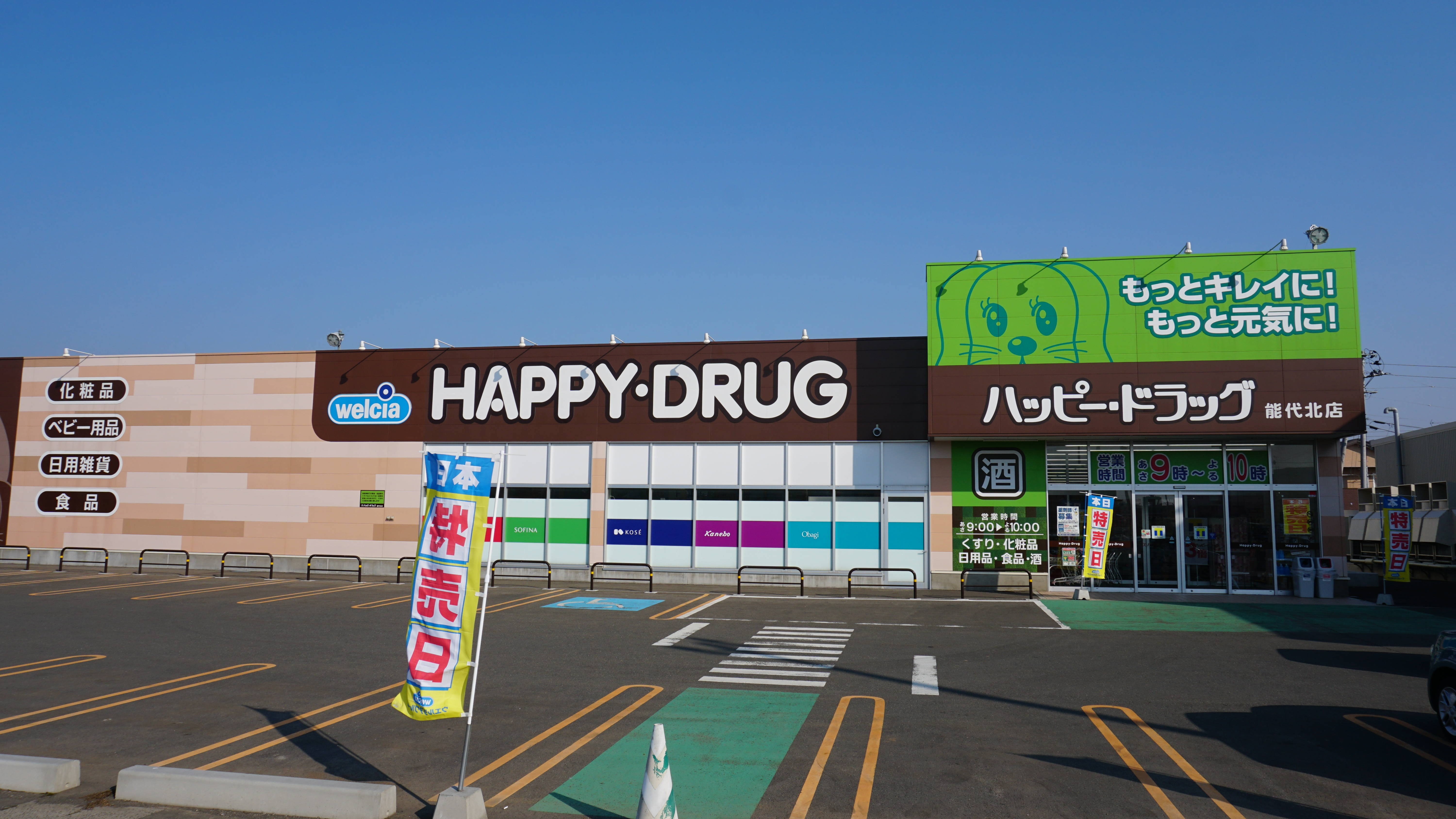
丸大サクラヰ薬局が運営する店舗の一例（ハッピー・ドラッグ能代北店）

- 同社の主力業態で、青森県内を中心に秋田県北部（大館市・鹿角市・北秋田市・能代市・秋田市）及び岩手県北部（二戸市・九戸郡洋野町）にて展開している。
- 以前は24時閉店の店舗はドラッグ・オーと一部店舗のみであったが、ウエルシアHD傘下になった2017年10月からは一部店舗を除くほぼ全店舗が22時閉店になり、24時閉店の店舗も増えつつある。なお、青森三内店は2024年3月21日より同社では初となる24時間営業を行っている。
- ウエルシアHD傘下になった2017年9月以降、一部店舗で店名の変更が行われている。これらの店舗は店頭の店名表記に変更前の店名が残っていることがある。

ドラッグ・オー
- 都市型ドラッグストアの新業態で店舗は青森市本町の1店舗のみ。ウエルシアHD傘下になってからは「青森ドラッグ・オー店」として営業している。

ハッピー調剤薬局
- 調剤薬局として、48カ所にて展開している（うち7店舗は調剤専門店、残りは調剤とドラッグストアの併設店となっている）。ウエルシアHD傘下になってからは親会社の施策と同様にドラッグストアへの併設を進めている。

## 脚註
1. ↑  「ドラッグ店大手ウエルシア、青森の同業を買収　145億円」『日本経済新聞』日本経済新聞社、2017年4月18日。2025年8月16日閲覧。
2. ↑  なお、岩手県にはグループ会社のウエルシア薬局が運営する「ウエルシア」も出店しているが、両者の出店地域は重複していない。
3. ↑  基本的に「（自治体名）＋（店舗所在地）店」または「（県名）＋（自治体名）店」のように統一されており、十和田店→十和田元町東店、小中野大町店→八戸小中野店など店舗名が大幅に変更された店舗もある。